# Lübs (Gommern)
Lübs ist ein Ortsteil der gleichnamigen Ortschaft der Stadt Gommern im Landkreis Jerichower Land in Sachsen-Anhalt, Deutschland.

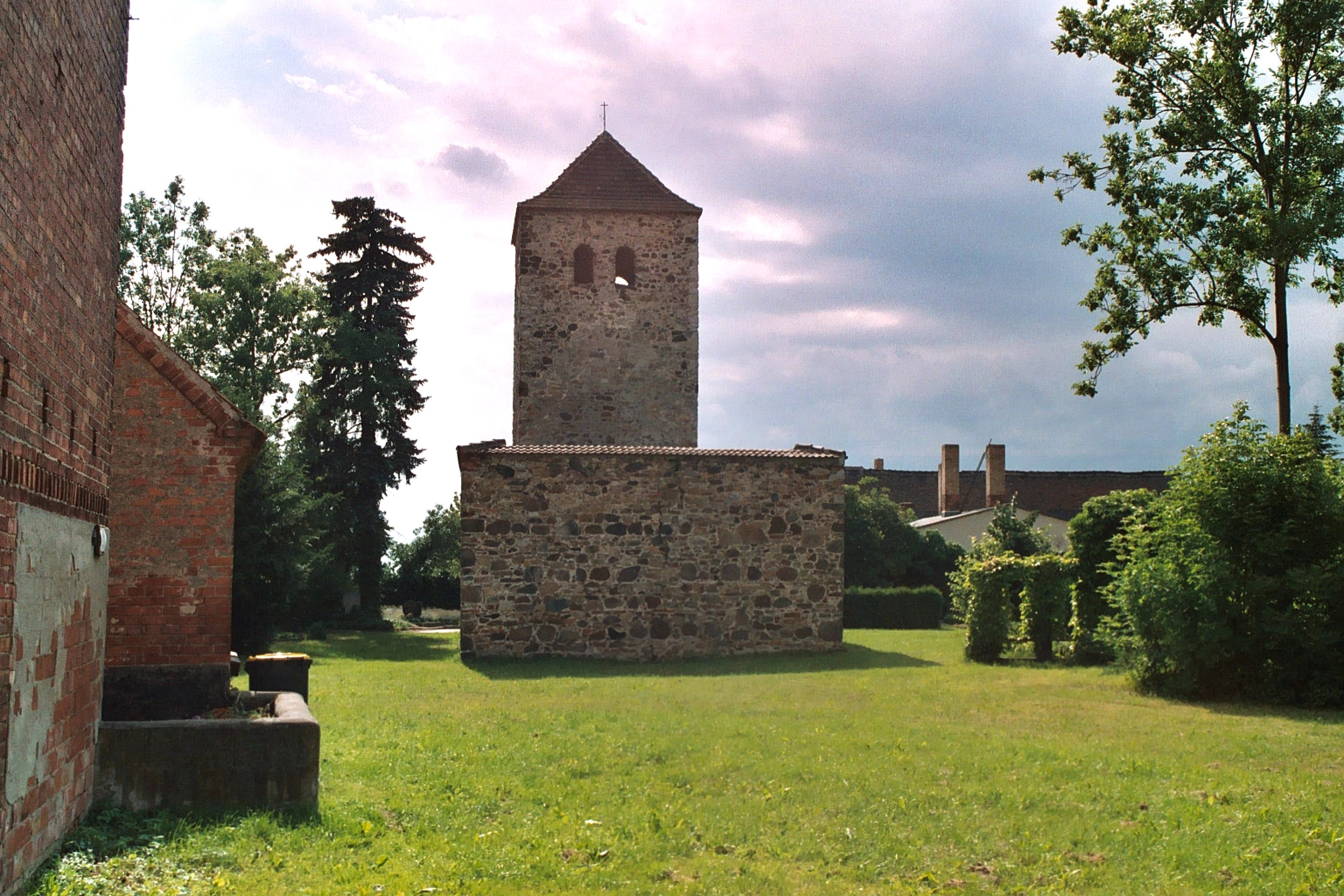
Kirche St. Philippi – Ostansicht

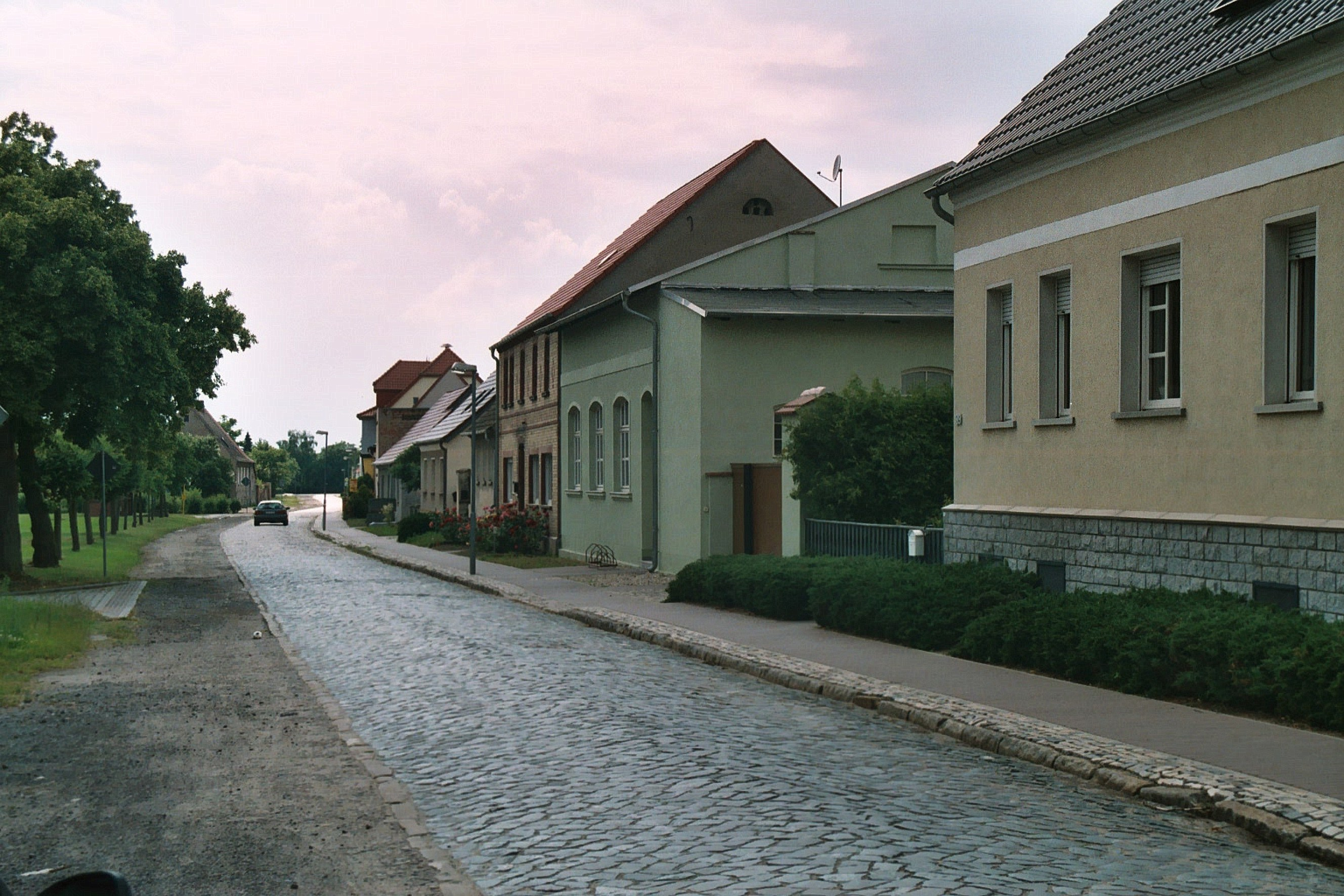
Groß-Lübs – Schulstraße mit Blick von Osten zur alten Schule – POS Werner-Seelenbinder

## Geographie
Das Dorf Lübs zwischen Magdeburg und Zerbst/Anhalt ist etwa vier Kilometer von der Elbe entfernt. Die Gemarkung auf etwa 70 m ü. NHN grenzt an den Landkreis Anhalt-Bitterfeld, ist 1476 Hektar groß  und liegt zum Teil im Biosphärenreservat Mittelelbe. Das Gelände fällt von Nordosten her zur Elbaue allmählich ab. Eine Besonderheit ist der „Lübser Heuberg“, eine mit Trockenrasen bewachsene Binnendüne, auf der noch die Sand-Silberscharte vorkommt, die unter Naturschutz steht.
Naturräumlich gehört der Ort zum Zerbster Land, einer ackergeprägten offenen Kulturlandschaft und 536 km² großen Haupteinheit der übergeordneten Haupteinheitengruppe des Fläming im norddeutschen Tiefland. Das Zerbster Land bildet die Südwestabdachung des Flämings zur Elbe und gehört zum Einzugsgebiet dieses Flusses.

## Geschichte
Die erste urkundliche Erwähnung von (Klein) Lübs findet sich im Jahre 975. Der damalige Ortsname „Liubatici“ geht auf das altslawische „Ljubusicy“ (Familie Ljubus oder Ljubos von „ljubu“ = lieb, geliebt) zurück. Im Zuge der großangelegten Kolonialisierung brachliegender Ländereien östlich der Elbe durch Erzbischof Wichmann von Magdeburg in der Mitte des 12. Jahrhunderts durch deutsche Bauern entstanden oftmals deutsche Siedlungen neben schon bestehenden slawischen Dörfern. In diese Zeit ist auch die Gründung von Groß Lübs anzusiedeln. Die dadurch entstandene Angerform des Dorfes ist auch heute noch erkennbar.
Am 30. September 1928 wurde der Gutsbezirk Groß Lübs mit der Landgemeinde Groß Lübs vereinigt. Bis 1937 waren Groß Lübs und Klein Lübs zwei getrennte Gemeinden.
Die Gemeinde Lübs war bis zum 30. Juni 2007 Teil der Verwaltungsgemeinschaft Elbe-Ehle-Nuthe mit Sitz in der Stadt Zerbst. Nach dem Wechsel in den Landkreis Jerichower Land zum 1. Juli 2007 wurde Lübs von der Stadt Gommern mitverwaltet. Die Gemeinde Lübs wurde am 1. Januar 2009 in die Stadt Gommern eingemeindet. In Lübs gibt es eine Kindertageseinrichtung (KiTa) am Dorfanger und an das Kirchgrundstück benachbart.
Von 1946 an war der Fußballsport mit der Mannschaft SG Lübs ein Neuanfang für Teamgeist markiert, der 1968 bei Vereinigung BSG Traktor Gehrden und Traktor Dornburg erstmals kulminierte.
Führende Persönlichkeiten der stetig  wachsenden Gemeinschaft waren von Beginn an H. Rettschlag aus Prödel (Aktiver, Trainer, später Sektionsleiter und Vorsitzender VFL Gehrden) und W. Schöbel† als LPG-Vorsitzender (DDR-Sponsor) von vielen weiteren prägenden Ungenannten. 1969 erreichte die BSG Traktor Gehrden weiter kulminierend die Bezirksliga (dritthöchste Spielklasse in der DDR). Ab 1991 zieht der VFL Gehrden e. V. mit Sportstätten in Lübs Kinder, Jugendliche und Erwachsene aus weitem Umkreis in seine Sektionen 4 × Fußball und Tischtennis an und fördert aktiv die Sportbegeisterung.

## Politik

### Bürgermeister
Als Ortschaft der Stadt Gommern übernimmt ein so genannter Ortschaftsrat die Wahrnehmung der speziellen Interessen des Ortes innerhalb bzw. gegenüber den Stadtgremien. Er wird aus sieben Mitgliedern gebildet. Als weiteres ortsgebundenes Organ fungiert der Ortsbürgermeister, dieses Amt wird zur Zeit von Burkhard Rehse wahrgenommen.

### Wappen
| | Blasonierung: „In Silber auf grünem Berg zwei unterschiedlich hohe, schwarz gefugte rote Türme aus Bruchsteinmauerwerk, beide mit einer rundbogigen Türöffnung und bekreuztem schwarzen Spitzdach, der niedrigere rechte Turm mit oben balkenweise drei Fenstern und mittig abgesetztem Dach, im höheren linken auf halber Höhe ein Rundfenster und oberhalb davon balkenweise zwei Fenster, zwischen den Türmen ein grüner Schild mit einer goldenen Trappe und drei gefächert aus dem oberen Schildrand wachsenden goldenen Ähren mit Halmblättern.“ |
| Wappenbegründung: Die Farben des Ortes sind Rot – Weiß (Silber). Die Türme stellen die Kirchen „St. Philippi“ in Klein Lübs und „St. Martini“ in Groß Lübs dar. Das Vorkommen der äußerst seltenen Großtrappe in der Region soll durch den grünen Herzschild mit einer Abbildung des Vogels gewürdigt werden. Die drei Ähren geben einen Hinweis auf die über Jahrhunderte betriebene Landwirtschaft als Ernährungsgrundlage der Einwohner. Das Wappen wurde vom Heraldiker Jörg Mantzsch aus Magdeburg gestaltet und am 16. Dezember 2008 durch den Landkreis Jerichower Land genehmigt. | |

### Flagge
Die Flagge ist rot - weiß (1:1) gestreift (Querform: Streifen waagerecht verlaufend, Längsform: Streifen senkrecht verlaufend) und mittig mit dem Wappen belegt.

## Verkehrsanbindung
Über Prödel und Leitzkau ist Lübs mit der Bundesstraße 184 verbunden, weitere Straßen führen nach Zerbst/Anhalt sowie nach Barby (über eine Gierseilfähre im Zerbster Ortsteil Ronney).
Der Ort besitzt einen Haltepunkt an der Bahnstrecke Biederitz–Trebnitz. Hier verkehren stündlich Regionalexpresszüge nach Magdeburg, Dessau und Leipzig.

## Gedenkstätte
Die Grundschule an der Schulstraße in Groß-Lübs, die zu DDR-Zeiten Polytechnische Oberschule (POS) erst „Hanno Günther“ später „Werner Seelenbinder“ hieß, trug zuletzt den Namen in Erinnerung an den kommunistischen Arbeitersportler, der 1944 im Brandenburg-Görden ermordet wurde. 1980 wurde auf dem Schulhof eine Gedenktafel angebracht, um Lernenden die Schande der Naziherrschaft für Deutschland in der Welt zu vermitteln und solchen Anfängen entschieden zu wehren und um zukünftig wachsam Demokratie zu leben.